# Santiago Luis Copello
Santiago Luis Copello (San Isidro, 7 gennaio 1880 – Roma, 9 febbraio 1967) è stato un cardinale argentino.

## Biografia
Nacque a San Isidro (Argentina) il 7 gennaio 1880.
Nel 1918 venne nominato vescovo ausiliare dell'arcidiocesi di La Plata.
Nel 1928 divenne vescovo ausiliare dell'arcidiocesi di Buenos Aires.
Nel 1932 fu promosso arcivescovo di Buenos Aires.
Papa Pio XI lo elevò al rango di cardinale nel concistoro del 16 dicembre 1935: si tratta del primo argentino elevato alla porpora.
Nel 1959 fu nominato cancelliere della Cancelleria Apostolica.
Morì il 9 febbraio 1967 all'età di 87 anni.

## Genealogia episcopale e successione apostolica
La genealogia episcopale è:
- Cardinale Scipione Rebiba
- Cardinale Giulio Antonio Santori
- Cardinale Girolamo Bernerio, O.P.
- Arcivescovo Galeazzo Sanvitale
- Cardinale Ludovico Ludovisi
- Cardinale Luigi Caetani
- Cardinale Ulderico Carpegna

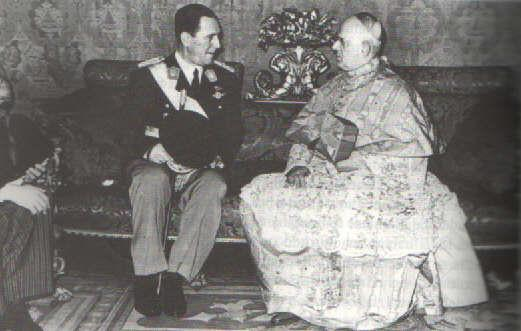
Il cardinale Copello con il presidente Juan Domingo Perón nell'ottobre 1949

- Cardinale Paluzzo Paluzzi Altieri degli Albertoni
- Papa Benedetto XIII
- Papa Benedetto XIV
- Papa Clemente XIII
- Cardinale Bernardino Giraud
- Cardinale Alessandro Mattei
- Cardinale Giacomo Giustiniani
- Cardinale Pietro Ostini
- Vescovo Mariano Medrano y Cabrera
- Arcivescovo Mariano José de Escalada Bustillo y Zeballos
- Vescovo Venceslao Javier José Achával y Medina, O.F.M.
- Arcivescovo Federico León Aneiros
- Vescovo Reinaldo Toro, O.P.
- Arcivescovo Uladislao Castellano
- Vescovo Juan Nepomuceno Terrero y Escalada
- Cardinale Santiago Luis Copello

La successione apostolica è:
- Vescovo César Antonio Cáneva (1935)
- Vescovo Antonio Rocca (1936)
- Arcivescovo Tomás Juan Carlos Solari (1943)
- Vescovo Manuel Tato (1949)